# U-222
Unterseeboot 222 foi um submarino alemão do Tipo VIIC, pertencente a Kriegsmarine que atuou durante a Segunda Guerra Mundial.

## Comandantes
| Comandante             | Data                                       |
| ---------------------- | ------------------------------------------ |
| Kptlt. Ralf von Jessen | 23 de maio de 1942 - 2 de setembro de 1942 |

## Subordinação
Durante o seu tempo de serviço, esteve subordinado às seguintes flotilhas:
| Período                                    | Flotilha                                |
| ------------------------------------------ | --------------------------------------- |
| 23 de maio de 1942 - 2 de setembro de 1942 | 8. Unterseebootsflottille (treinamento) |